# Tarek Ayad (judoka)
Tarek Ayad –en árabe, طارق عياد– (nacido el 19 de octubre de 1972) es un deportista libio que compitió en judo. Ganó una medalla de bronce en el Campeonato Africano de Judo de 1998 en la categoría de –66 kg.

## Palmarés internacional
| Campeonato Africano | Campeonato Africano | Campeonato Africano | Campeonato Africano |
| Año                 | Lugar               | Medalla             | Categoría           |
| ------------------- | ------------------- | ------------------- | ------------------- |
| 1998                | Dakar (Senegal)     | Medalla de bronce   | –66 kg              |